# 渔峡口镇
渔峡口镇，是中华人民共和国湖北省宜昌市长阳土家族自治县下辖的一个乡镇级行政单位。

## 行政区划
渔峡口镇下辖以下地区：
渔坪村、施坪村、高峰村、沿坪村、布政村、西坪村、双龙村、招徕河村、龙池村、赵家湾村、枝柘坪村、梁山坝村、青龙村、板凳坳村、龙坪村和岩松坪村。